# 千円盤
千円盤（せんえんばん）は、1968年に日本コロムビアが発売開始した、1枚1000円の、クラシック音楽を録音したLPレコードである。その後、他社が追随し、オーディオやクラシック音楽の普及に大いに貢献した。

## 歴史
30cmLPレコードが日本に登場したのは1951年で、その後徐々に、ステレオ盤に移行していったが、価格は1枚2000円または2200円で、ほとんど変わらなかった。1960年ころの大学卒の初任給は15000円程度、国電は3km以内なら10円で乗れた時代であるから、かなり高価なものであった。
アメリカ合衆国では、1960年代になると、1枚$4,98または$5.98のレギュラー価格盤に対し、$2.98の「廉価盤」が売られ、日本国内でも、秋葉原や銀座の「洋盤屋」などで、1枚1300円くらいで売られるようになった。書物にも一般価格のハードカバー（単行本）に対してペーパーバック（文庫）という廉価版があるのだから、レコードの「文庫版」があってもいいのではないかと発売されたのが、千円盤だった。
1970年ころになると、クラシックを扱うほとんどのレコード会社が千円盤を制作し、レコード芸術抔の音楽雑誌も、年に一度は千円盤の特集を組むなどしたため、クラシック音楽の愛好家を増やし、千円盤はヒット商品になった。アメリカの廉価盤には、「ビクトロラ」レーベルのように、明らかに盤を薄くしたいわゆる「ペカ盤」があったが、日本産にはそうしたものはなく、フルニエがチェロを演奏したドヴォルザークのチェロ協奏曲、クリュイタンスが指揮したベートーヴェンの第九、パイヤール室内管弦楽団のバロック音楽など、演奏・録音とも質の高いものが多かった。
1973年、オイルショックによるインフレを理由に、一枚1200円または1300円に値上げされ、千円盤に代わって「廉価盤」ということばが用いられるようになったが、LPがコンパクト・ディスクに主役の座を明け渡すまで、廉価盤は人気商品だった。また、同時期に大手スーパーのダイエーがTBSサービスと提携し、890円のLP盤、「マイパック」を発売し、話題となった。

## CD時代の千円盤

### クラシック音楽
コンパクトディスクは、出てから数年の黎明期には、かなり高価であったが、普及に従って安価な商品も徐々に出回るようになり、90年以降は、千円より安い盤も多く出るようになっており、エイベックスは「アヴェ・マリア名曲集～10人の作曲家による」というCDを500円で発売し、ベストセラーとなった。
2008年現在、20世紀後半の「クラシックの黄金時代」を築いたカラヤンやバーンスタインなどの名演奏家の作品が、1枚千円前後またはそれ以下で手に入り、「廉価盤」の世界では、現在がいちばんのお買い得の時代になっている。

### J-POP
J-POPでは2005年にユニバーサルミュージックが「得1000シリーズ」（税込1000円）を、2007年にビーイングが「BEST OF BEST 1000」（税込1050円）というベストアルバムを出している。

### 洋楽ポップス
2009年にカルチュア・コンビニエンス・クラブがユニバーサル、ビクターと提携して「The Best Value 999」（税込み999円）を全国のTSUTAYAで発売した。2010年には4曲入りで500円の「コンパクト・ベスト」を全国のレコード店とコンビニエンスストア、ローソンで販売した。